# Кентербері (регіон)
Кантербері (англ. Canterbury i[ˈkæntərbᵊriˌ-bɛr-], маор. Waitaha) — один з шістнадцяти регіонів Нової Зеландії, розташований на Південному острові. Другий за чисельністю регіон — 566 000 осіб — восьма частка держави. Найбільший за площею: 45 346 км2, одна шоста країни. Найбільше місто та адміністративний центр — Крайстчерч (67% населення регіону). Розподіляється на майже 10 округів. 

## Населення

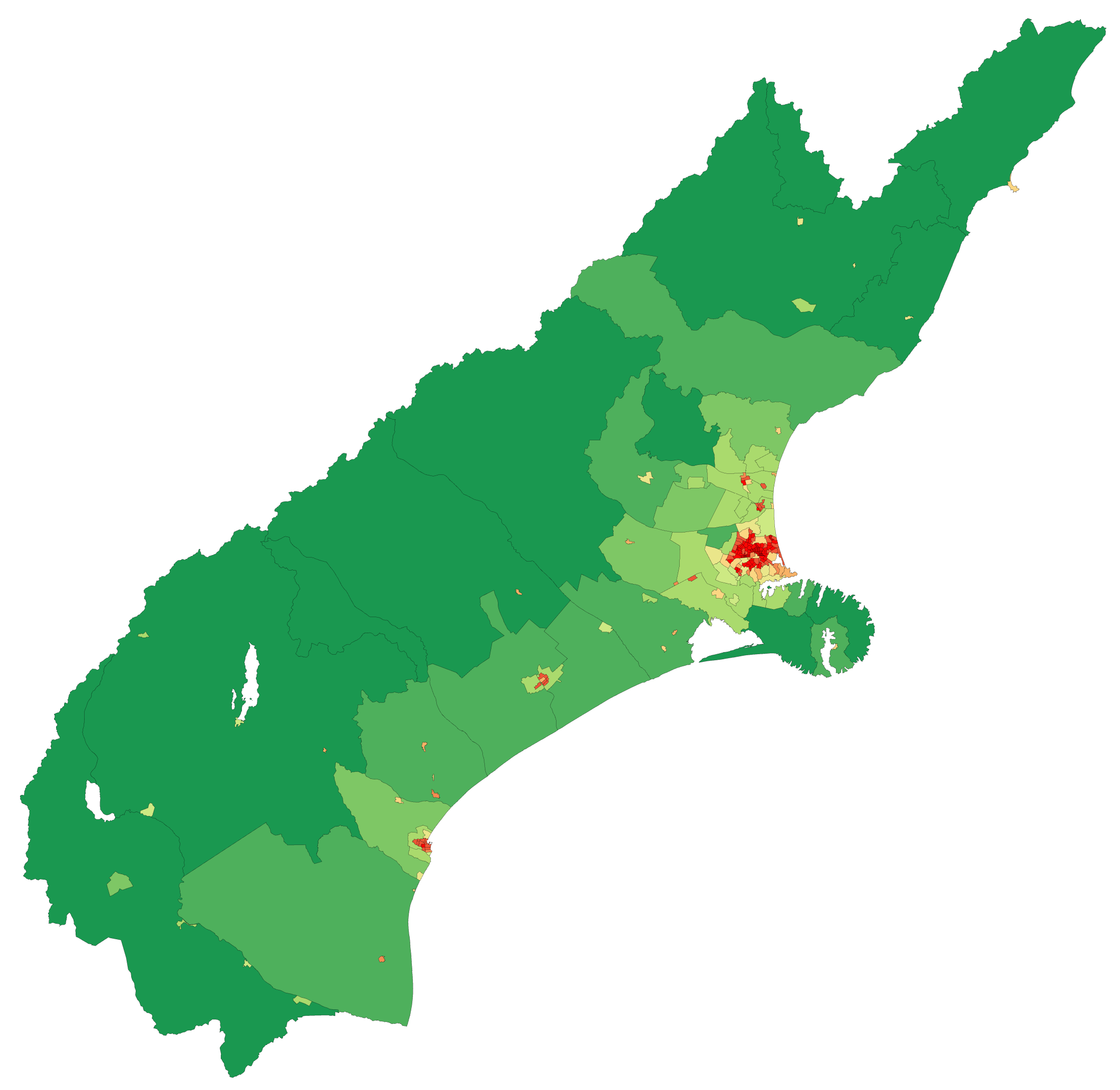
Щільність населення (перепис 2006)

Станом на середину 2013 населення регіону Окленд становить 566 000 (12.7% населення Нової Зеландії). Більша частка населення (64,7%) сконцентрована в одному територіальному управлінні — місті Крайстчерч.
Впродовж років регіон має позитивну динаміку приросту населення, середній приріст за останні сім років (2006-2013) близько 3700 осіб щороку (0.7%), з них 2,820 природного приросту та 880 міграційного приросту. 
Для кантерберців, як і для більшості землян характерне старіння населення, середній вік постійно зростає та становить 39.6 років (сер.2013). Віковий розподіл: 0-14 років — 18.0%, 15-39 — 32.5%, 40-64 — 33.8% , 65+ — 15.7. 

## Адміністративний устрій
Кентербері є одним з 11 дворівневих регіонів Нової Зеландії. Значна частина питань вирішується на рівні територіальних управлінь — округів.
До регіону Кентербері входить 10 округів (територіальні управління). Округ Вейтакі входить у два регіони: Кентербері (59.61% площі, 7.82% населення) та Отаго (відповідно 40.39% та 92.18%). На Південному острові це єдиний подібний випадок, проте на Північному острові є низка округів, котрі входять до декількох регіонів.
| Назва                                                  | Англійська   | Маорі          | Населення (оц.2013-07-01) |   | Площа (тис. км2) |
| ------------------------------------------------------ | ------------ | -------------- | ------------------------- | - | ---------------- |
| Кайкоура                                               | Kaikoura     | Kaikōura       | 3,770                     | ▼ | 2,046            |
| Гурунуї                                                | Hurunui      |                | 11,650                    | ▲ | 8,660            |
| Селвін                                                 | Selwyn       |                | 44,200                    | ▲ | 6,555            |
| Ваймакарірі                                            | Waimakariri  |                | 50,700                    | ▲ | 2,219            |
| Крайстчерч                                             | Christchurch | Ōtautahi       | 366,000                   | ▲ | 1,610            |
| Ашбертон                                               | Ashburton    | Hakatere       | 31,100                    | ▲ | 6,187            |
| Маккензі                                               | Mackenzie    |                | 4,070                     | ▼ | 7,440            |
| Тімару                                                 | Timaru       | Te Tihi-o-Maru | 45,200                    | ▲ | 2,737            |
| Веймейт                                                | Waimate      |                | 7,730                     | ▲ | 3,582            |
| Вейтакі*                                               | Waitaki      |                | 1,580                     | ▲ | 4,299            |
| Кентербері                                             | Canterbury   | Waitaha        | 566,000                   | ▲ | 45,335           |
| * — Вейтакі лише частково входить в регіон Кентербері. |              |                |                           |   |                  |

## Цікавинки
- Регіон названий на честь стародавнього англійського міста Кентербері.
- На честь регіону названо астероїд Головного поясу 3563 Кентербері, відкритий 23 березня 1985 року двома студентами з університету Кентербері.